# TOKYO D.
TOKYO D.，來自日本的舞蹈團體，團名中的D.為DANCERS的縮寫，成員為6名男性2名女性。

## 來歷
1993年7月，於日本東京結成，其重要推手為藝人歐陽菲菲，並一同來到台灣宣傳新專輯《擁抱》，擔任其伴舞和參與MV演出。因當時TOKYO D.在節目上的舞蹈表演，透過電視媒體的播放，讓當時的年輕族群趨之若鶩，在飛碟唱片的推動下，TOKYO D.於1994年1月發行首張專輯《FOREVER》正式出道。在發行了4張專輯、1張新歌加混音專輯、1張EP之後，因為成員未來各有規劃，於是在1996年6月發行專輯《Goodbye》之後宣告解散。

## 成員
- BOSS（團長）
本名：上山博樹（HIROKI KAMIYAMA、1962年10月7日生）。千葉縣出身。目前在台灣從事日本食品貿易商。[1]

- SHIGEO（副團長）
本名：加藤成夫（SHIGEO KATO、1962年1月15日生）。東京都出身。

- KEI
本名：吉田耕介（KOSUKE YOSHIDA、1966年4月11日生）。東京都出身。

- HIRO
本名：石川浩充（HIROMITSU ISHIKAWA、1969年1月11日生）。橫濱市出身。

- ARI
本名：有川貞臣（SADAOMI ARIKAWA、1969年6月16日生）。福岡縣出身。目前[何时？]在台灣教舞。2010年在台灣發行新專輯。[2]

- COOL MAN
本名：元島洋（HIROSHI MOTOJIMA、1970年7月14日生）。琦玉縣出身。

- MIKO
本名：大和史子（FUMIKO YAMATO、1970年4月11日生）。東京都出身。

- CHIE
本名：深澤千惠（CHIE FUKASAWA、1970年9月16日生）。東京都出身。

## 發行
1. FOREVER (1994/1/13)
  - 一共收錄了5首中文歌曲、5首日文歌曲
2. 加油(1994/7/14)
  - 一共收錄了7首中文歌曲、2首日文歌曲、1首英文歌曲
3. 我要你的愛 (1995/1/10)
  - 一共收錄了9首中文歌曲、1首日文歌曲、1首英文歌曲
4. 夏日狂想曲 (1995/6/22)
  - 此張為新歌加混音專輯，一共收錄了7首中文歌曲、2首日文歌曲、1首英文歌曲
5. 瑪琍亞 (1995/10/18)
  - 移籍至豐華唱片，首張全中文專輯、一共收錄了10首中文歌曲
6. 天生好手 (1996/1/31)
  - 此張為EP，一共收錄了2首中文歌曲、1首日文歌曲、2首演奏曲及成員談話內容
7. Goodbye (1996/6/6)
  - 此張為解散專輯，一共收錄了15首中文歌曲、1首日文歌曲

## 外部連結
- 豐華唱片YouTube專屬頻道（页面存档备份，存于）